# Cœur Océan
 (février 2024).
Si vous disposez d'ouvrages ou d'articles de référence ou si vous connaissez des sites web de qualité traitant du thème abordé ici, merci de compléter l'article en donnant les références utiles à sa vérifiabilité et en les liant à la section « Notes et références ».
Pour les articles homonymes, voir Océan (homonymie).
Cœur Océan est une série télévisée française en 148 épisodes de 26 minutes créée par Cécile Berger et Séverine Bosschem et diffusée entre le 31 juillet 2006 et le 2 septembre 2011 sur France 2 dans l'émission KD2A.
Depuis septembre 2007, Cœur Océan est rediffusée sur MCM, depuis le 31 août 2009 sur France 4 ainsi que France Ô, depuis le 13 juillet 2015 sur Téva, depuis le 9 août 2016 sur Numéro 23, et depuis septembre 2018 sur NoA. Au Québec et dans les DOM-TOM français, la série est diffusée sur RFO puis en Belgique sur Club RTL et enfin sur Netflix.
Depuis octobre 2022, l'intégralité de la série est disponible sur la plateforme gratuite Pluto TV.

## Synopsis

### Saison 1
Les trois amis Alex, Mattéo et Pierre ont l'habitude de venir en vacances sur l'île de Ré depuis 10 ans et cherchent à y rencontrer de nouvelles filles... Cette année, ce sont les deux cousines Daphné, une ravissante jeune fille, et Cynthia, une jeune fille plus mauvaise, qui font « flasher » les trois jeunes hommes. Pierre tombe très vite amoureux de la belle et timide Daphné mais les choses se compliquent quand elle tombe amoureuse d'Étienne, le demi-frère de Pierre. De son côté, Cynthia se fait draguer par Mattéo et Alex mais elle choisit finalement de sortir d'abord avec Alex, puis avec Mattéo.

### Saison 2
L’été suivant, Pierre, Daphné, Cynthia, Mattéo et Léna se retrouvent de nouveau sur l'île de leurs vacances pour fêter le mariage d'Étienne. L’occasion de vivre tous ensemble dans une superbe villa. Les cœurs vont chavirer au gré des rencontres. Avec de nouveaux personnages comme Éléonore, Alexis, Raphaël, Gaby, Melvil. 
En revanche, Alex sera absent pendant cette saison. Quant à Pierre, il fera une brève apparition au début de la saison, pour ensuite aller finir ses vacances en Grèce.

### Saison 3
Cette année Daphné, Mattéo, Cynthia, Éléonore, Alexis, Raphaël et Melvil se retrouvent dans le bar du père de Mattéo "le Kraken". 
Alexis va vite tomber sous le charme de Soraya la serveuse du bar. Raphaël va devoir s'occuper de Chris une adolescente en conflit permanent avec Tony. Une mystérieuse écrivaine prénommée Jade va intégrer la villa.
Daphné, enceinte de Melvil, partira finalement avec lui en vacances au Mexique. Victoria fera son grand retour.

### Saison 4
Daphné et Melvil, plus amoureux que jamais, reviennent passer des vacances sur l'île avec Tony et Chris. Melvil va retrouver un ancien copain de galère prénommé Max. Ainsi de nouveaux personnages vont faire leur apparition comme Coralie la sublime tigresse qui jette son dévolu sur Tony, Lisa la patronne du club nautique, Gabriel un jeune champion de tennis, ou encore Manon, une danseuse lesbienne, qui fera chavirer le cœur de Daphné, qui finira par rompre. Entre Chris et Tony, bonheur et rupture sont à la page !!

### Saison 5
Cet été sur l'île, Tara, une jeune journaliste rencontre le beau Tim et c'est le coup de foudre réciproque. Mais Tara découvre vite que Tim est soupçonné du meurtre de son ancienne petite amie, Eileen. Dès lors, Tara est ballottée entre son amour pour Tim et un faisceau de présomptions grandissant à charge contre lui. Jusqu'à ce que la supposée morte réapparaisse ! Mais cette réapparition, au lieu de disculper Tim, précipite les amoureux dans une nouvelle spirale infernale, savamment orchestrée par la perverse Eileen. 
Lisa, quant à elle, s'apprête à épouser Max tout juste sorti de prison. Mais celui-ci a commis un nouveau casse et lui propose un voyage sans retour à l'autre bout du monde. Lisa quitte Max, le cœur brisé, et renonce à l'amour. Heureusement, elle peut compter sur le soutien de Florian, un jeune séminariste. Jusqu'à ce que l'amour s'invite entre eux et fasse voler en éclats leurs certitudes.
Ben et Juliette sont un team mixte de beach-volley. Avant une nouvelle année dédiée à la compétition, Juliette veut profiter des vacances pour perdre sa virginité. Ce qui oblige Ben, secrètement amoureux d'elle, à surmonter sa timidité maladive pour la conquérir et être l'heureux élu. Ils profitent de l'arrivée de Claire et Joseph, leur père et mère respectifs, pour annoncer leur relation. Mais, leurs parents ont également une surprise : eux aussi sont ensemble ! Entre petits secrets, dérapages et bonheur d'être ensemble, ils vont découvrir qu'être une famille recomposée est un sacré boulot.

## Personnages principaux
| Personnage | Interprète         | Saison | Saison | Saison | Saison | Saison |
| Personnage | Interprète         | 1      | 2      | 3      | 4      | 5      |
| ---------- | ------------------ | ------ | ------ | ------ | ------ | ------ |
| Daphné     | Caroline Guérin    | ✔️     | ✔️     | ✔️     | ✔️     |        |
| Pierre     | Raphaël Goldman    | ✔️     | ✔️     |        |        |        |
| Léna       | Charlotte Désert   | ✔️     | ✔️     |        |        |        |
| Mattéo     | Mickaël Trodoux    | ✔️     | ✔️     | ✔️     |        |        |
| Cynthia    | Cyrielle Voguet    | ✔️     | ✔️     | ✔️     |        |        |
| Alex       | Shafik Ahmad       | ✔️     |        |        |        |        |
| Victoria   | Émilie Granier     | ✔️     |        | ✔️     |        |        |
| Eléonore   | Hortense Gélinet   |        | ✔️     | ✔️     |        |        |
| Alexis     | Kevin Chamotte     |        | ✔️     | ✔️     |        |        |
| Raphaël    | Jean-Luc Joseph    |        | ✔️     | ✔️     |        |        |
| Melvil     | Simon Ehrlacher    |        | ✔️     | ✔️     | ✔️     |        |
| Toni       | Nassim Boutelis    |        |        | ✔️     | ✔️     |        |
| Chris      | Leslie Lavandier   |        |        | ✔️     | ✔️     |        |
| Soraya     | Myriam Bella       |        |        | ✔️     |        |        |
| Manon      | Jeanne Favre       |        |        |        | ✔️     |        |
| Gabriel    | Frederic Eng-Li    |        |        |        | ✔️     |        |
| Max        | Olivier Chantreau  |        |        |        | ✔️     | ✔️     |
| Lisa       | Mathilde Roehrich  |        |        |        | ✔️     | ✔️     |
| Julien     | Mathieu Niedzwiedz |        |        |        | ✔️     |        |
| Ginger     | Thaïs Kirby        |        |        |        | ✔️     |        |
| Victor     | Julien Bravo       |        |        |        | ✔️     |        |
| Coralie    | Joyce Franrenet    |        |        |        | ✔️     |        |
| Tara       | Murielle Hilaire   |        |        |        |        | ✔️     |
| Tim        | Benoît Michel      |        |        |        |        | ✔️     |
| Juliette   | Charlie Joirkin    |        |        |        |        | ✔️     |
| Ben        | Baldo Gueye        |        |        |        |        | ✔️     |
| Florian    | Julien Floreancig  |        |        |        |        | ✔️     |
| Malo       | Laurent Delay      |        |        |        |        | ✔️     |

## Personnages secondaires
| Personnage  | Interprète          | Saison | Saison | Saison | Saison | Saison |
| Personnage  | Interprète          | 1      | 2      | 3      | 4      | 5      |
| ----------- | ------------------- | ------ | ------ | ------ | ------ | ------ |
| Étienne     | Matthieu Tribes     | ✔️     | ✔️     |        |        |        |
| Laurence    | Véronique Varlet    | ✔️     | ✔️     |        |        |        |
| Robin       | Alexis Roque        | ✔️     | ✔️     |        |        |        |
| Sigismond   | Alexandre Guerraud  | ✔️     | ✔️     | ✔️     |        |        |
| Virginie    | Daphné Hacquard     | ✔️     | ✔️     |        |        |        |
| Didier      | Pierre Renverseau   | ✔️     |        |        |        |        |
| John        | Derwin Green        | ✔️     |        |        |        |        |
| Nils        | Arthur Brunet       | ✔️     |        |        |        |        |
| Souad       | Linda Bouhenni      | ✔️     |        |        |        |        |
| Sharon      | Felina Mia Tramonti |        | ✔️     |        |        |        |
| Gaby        | Adeline Ishiomin    |        | ✔️     |        |        |        |
| Judith      | Caroline Gerdolle   |        | ✔️     |        |        |        |
| Patrick     | Nicolas Woirion     |        | ✔️     |        |        |        |
| Louis       | Matila Malliarakis  |        | ✔️     | ✔️     |        |        |
| Richard     | Christian Mulot     |        |        | ✔️     |        |        |
| Jade/Marion | Marie Bobulesco     |        |        | ✔️     |        |        |
| Bianca      | Marlène Rabinel     |        |        |        | ✔️     |        |
| Eileen      | Lise Werckmeister   |        |        |        |        | ✔️     |

## Fiche technique
- Scénario : Cécile Berger et Agathe Robilliard d'après une idée originale de Florence Dormoy
- Réalisation : Charli Beléteau, Thierry Boscheron et Fabrice Gobert
- Photographie : François Pagès
- Musique : Mister Sun
- Figuration : Romain Mondon, responsable des figurants

## Tournage et audience
- Cette série a été tournée à l'île de Ré par la SFP. Il s'agit d'une production Scarlett (Trois femmes… un soir d'été, Clara Sheller, etc.).
- La diffusion de la saison 1 sur France 2 a réuni en moyenne 784 840 téléspectateurs pour 23 % de part d'audience sur les 4 ans et plus avec 42 % des 15-24 ans et 27 % des 11-14 ans.
- La diffusion de la saison 2 sur France 2 a réuni en moyenne 685 000 téléspectateurs pour 18,6 % de part d'audience sur les 4 ans et plus avec 37,5 % des 15-24 ans et 30,3 % des 11-14 ans.
- La rediffusion de la saison 3 sur France 2 a réuni en moyenne 600 000 téléspectateurs pour 16,3 % de part d'audience sur les 4 ans et plus avec 31,2 % sur les 15-24 ans et un record de 50 % sur cette cible pour les deux derniers épisodes de la saison. À noter que mardi 7 juillet 2009, la série a réuni 800 000 téléspectateurs pour 20 % de part de marché.
- La diffusion de la saison 4 sur France 2 a réuni en moyenne plus de 30 % de part d'audience sur les 15-24 ans, ce qui place France 2 très largement en tête des audiences sur cette cible.
- Au départ, la série était destinée aux 11-14 ans et aux 15-24 ans, mais la série a rencontré de plus en plus de succès auprès des 25-35 ans et des ménagères de moins de 50 ans.
- La série qui avait pour habitude de contenir 26 épisodes pour les 3 premières saisons, exceptionnellement en raison de 2 ans d'absence entre la troisième et quatrième saisons, 42 épisodes inédits et non 26 avec donc 16 épisodes supplémentaires pour la quatrième saison ont été diffusés sur France 2 à partir du lundi 5 juillet 2010, quotidiennement du lundi au samedi avec deux épisodes inédits par jour, le premier à partir de 9 h 50 et le deuxième à partir de 10 h 20 et ce, durant tout l'été.
- Le tournage de la saison 5 a eu lieu au printemps 2011 et la saison a été diffusée pendant l'été 2011 à compter du 16 août. Seule Mathilde Roehrich (Lisa) est de retour. Cependant, Caroline Guerin (Daphné), Simon Ehrlacher (Melvil), Leslie Lavandier (Chris) et Nassim Boutelis (Tony), plébiscités pourtant par le public, ne participent pas à cette cinquième saison qui ne contient que 28 épisodes.

## Produits dérivés

### DVD
- Cœur Océan - Saison 1 (6 septembre 2006) (ASIN B000GG4TH8)
- Cœur Océan - Saison 2 (5 septembre 2007) (ASIN B000RIZRKI)
- Cœur Océan - Saison 3 (24 septembre 2008) (ASIN B001BWR946)
- Cœur Océan - Saison 4 (22 septembre 2010)

### CD
- Cœur Océan - BO de la Saison 1 (featuring : Mister Sun (18 juin 2007) 66048500752
- Mister Sun single 2 titres (générique de la série) (25 juin 2007) 66048500751